# Aeroportul Kumejima
Aeroportul Kumejima (IATA: UEO, ICAO: ROKJ) este un aeroport din Kumejima⁠(d), Shimajiri District⁠(d), Prefectura Okinawa, Japonia ce deservește zona Kumejima Museum⁠(d). Aeroportul a fost tranzitat în 2023 de 219.277 de pasageri. A fost numit după Kume Island⁠(d).
Situat la o altitudine de 7 m, aeroportul dispune de o singură pistă. Este operat de Prefectura Okinawa.